# Mario Iriarte
Mario Antonio Iriarte Donoso (8 de agosto de 1955) es un músico, cantante, compositor y profesor chileno, oriundo de Santa Cruz.

## Vida
Iriarte completó sus estudios de artes musicales en la Universidad de Chile en 1986. Desde entonces ha trabajado como profesor en el Liceo Santa Cruz.
En 2004 y 2008,  fue parte del jurado del Concurso Nacional de Composiciones Inéditas de Cueca, en Santa Cruz.
Iriarte es también miembro de la Sociedad Chilena del Derecho de Autor (SCD).

## Reír o Llorar
En 2008, Iriarte lanzó un disco llamado Reír o Llorar bajo el sello Palma Registros. Iriarte colaboró con el artista de la Nueva Ola, Luis Dimas, durante la producción del álbum.

### Lista de canciones
1. "Egoístamente Mía"
2. "Llora Corazón"
3. "De Tanto Amarte"
4. "Ningún Quiero Volver"
5. "Amiga es Mi Dolor"
6. "Volveré Un Encontrar"
7. "Mi Enemiga"
8. "Si te Vas de Mí"
9. "Me Duele el Corazón"
10. "Amor Ninguna Soja Feliz"
11. "Mi Estupidez"
12. "Reír o Llorar"

Todas las canciones escritas y compuestas por Mario Iriarte.

### Personal
- Mario Iriarte – voz principal
- Cristián Palma V. – batería, bajo, conga, percusión menor; productor, arreglos (todas las  pistas excepto 1–2 y 5), producción secuencial y planificación
- Manolo Palma – órgano; productor ejecutivo, arreglos (pista 1–2)
- Jorge Seguel – guitarra acústica; arreglos (pista 5)
- Leslie Moraga – guitarra eléctrica
- G de Rivera del Álvaro. – artista gráfico.
- Andrés Rebolledo – bongó; grabación y mezcla de sonido